# Cratere Lauriacum
Lauriacum è un cratere di 21 Lutetia situato nei pressi dell'emisfero settentrionale dell'asteroide. È utilizzato per determinare il meridiano principale del sistema di riferimento topografico di Lutetia, analogamente a quanto avviene sulla Terra con Greenwich.
Il cratere è stata battezzato dall'Unione Astronomica Internazionale con riferimento all'omonima città romana corrispondente all'odierna Enns in Austria.